# Welsh pony

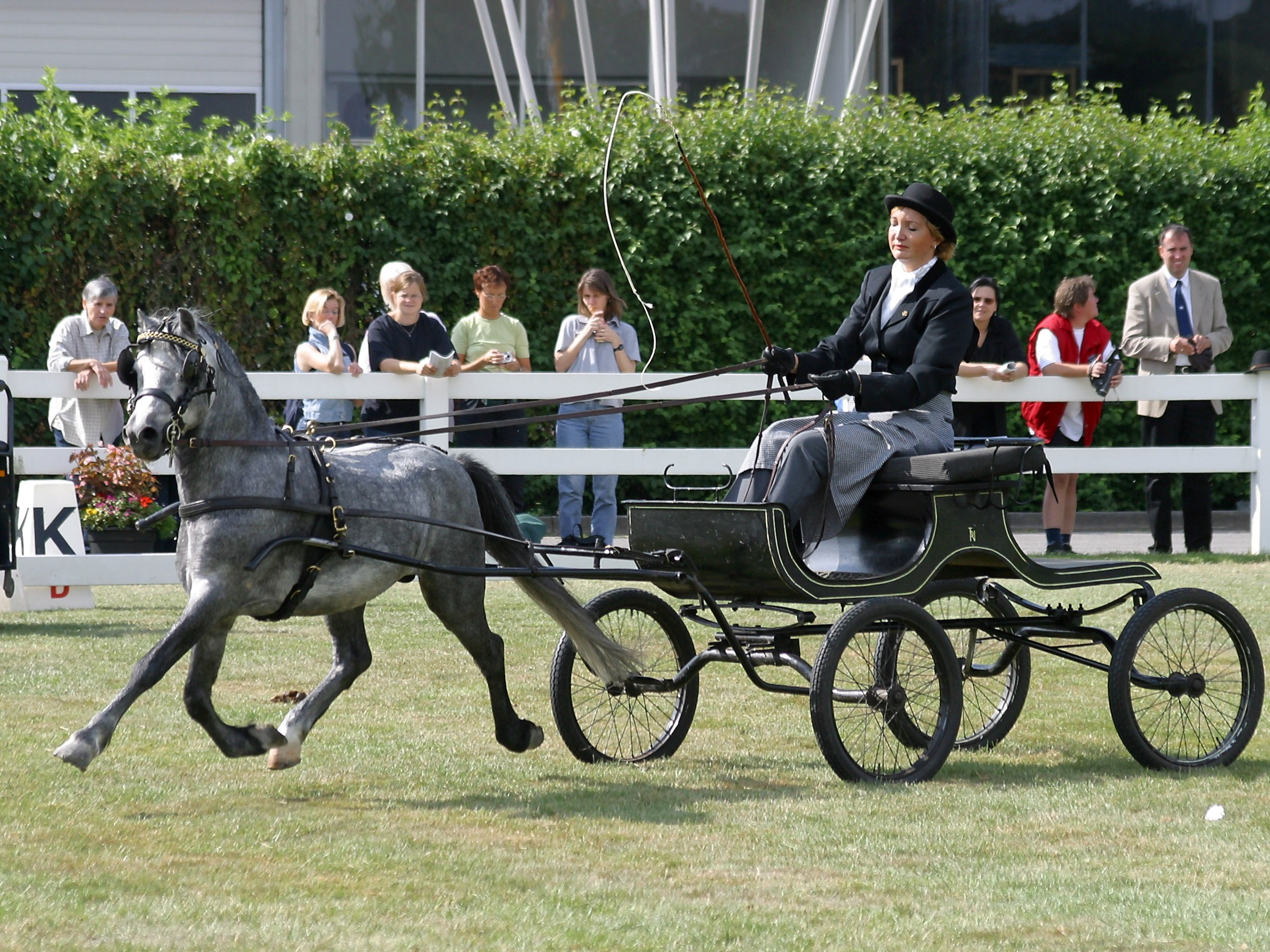
Welsh A in het tuig

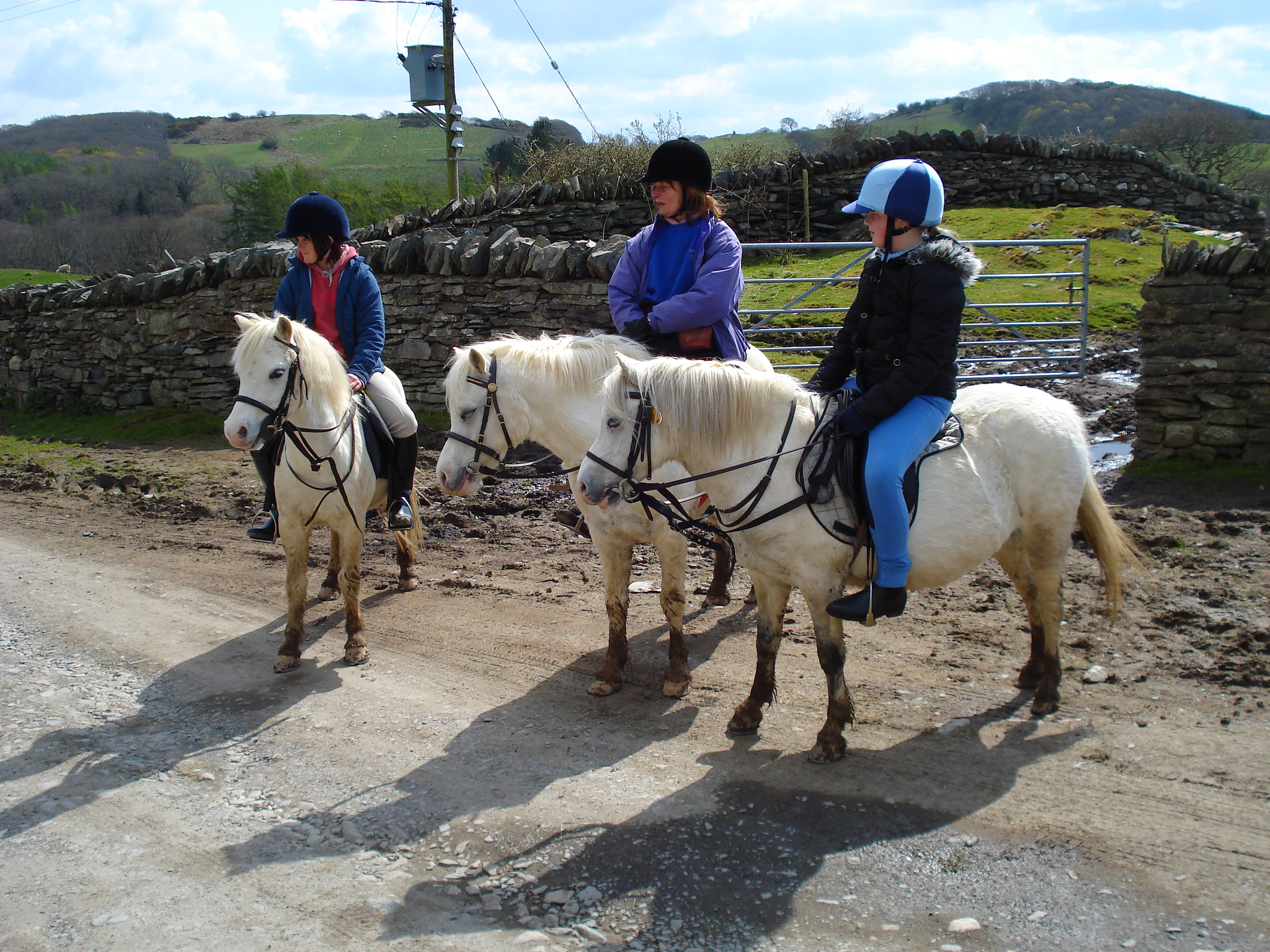
Welsh mountain pony's (sectie A)

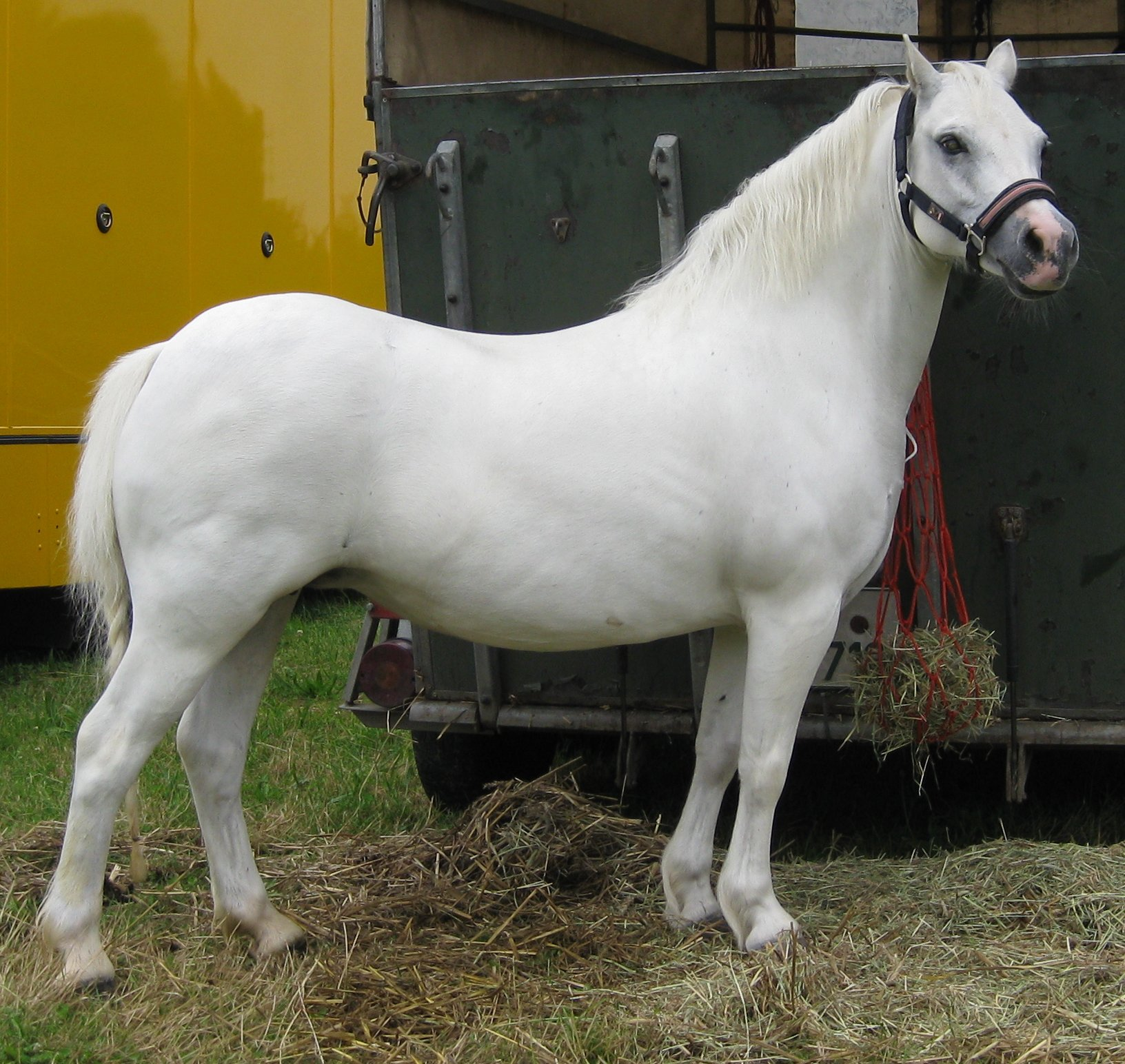
16-jarige Welsh pony (sectie A) Rijnland, 2009

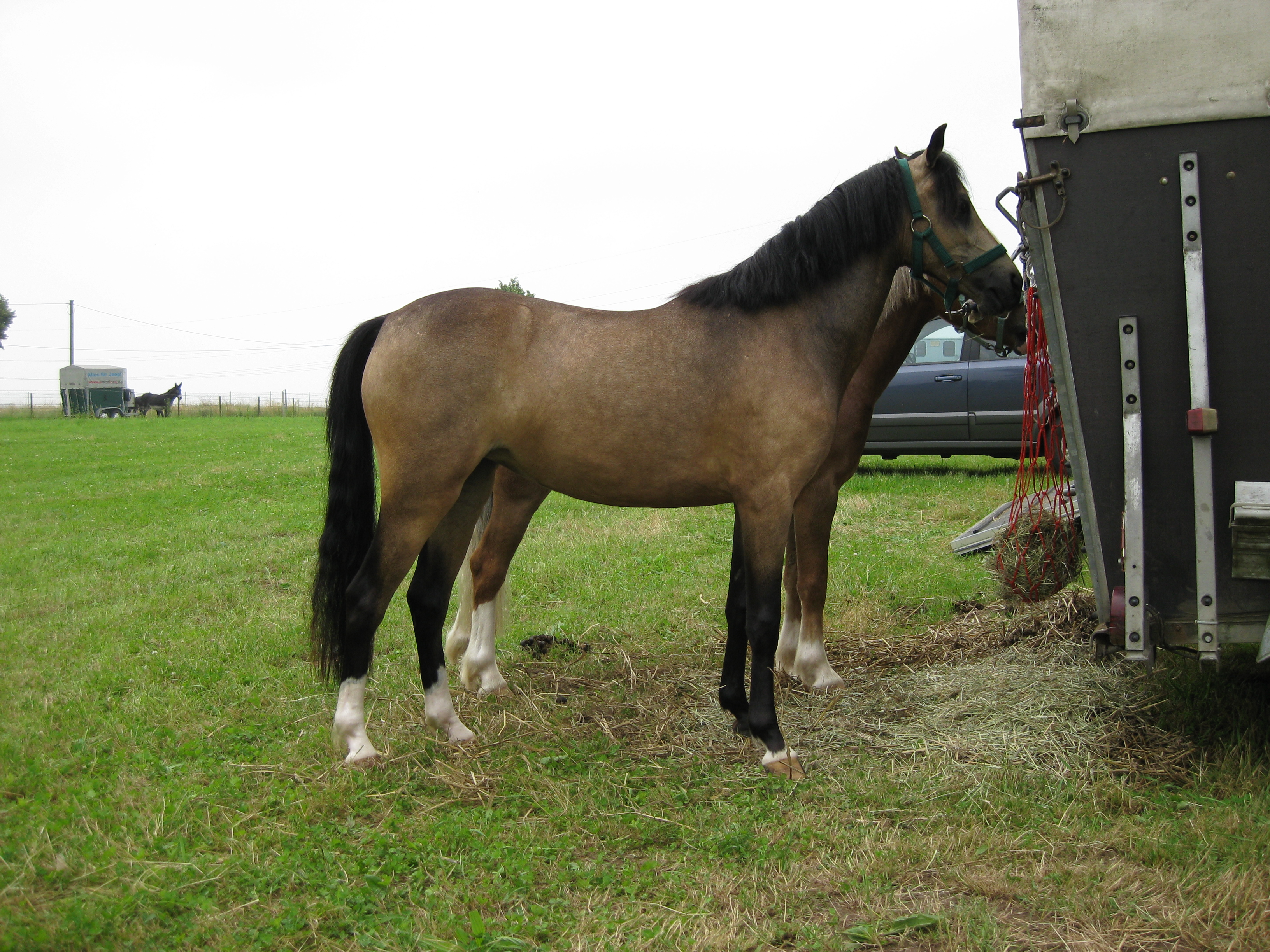
Welsh pony's (sectie B)

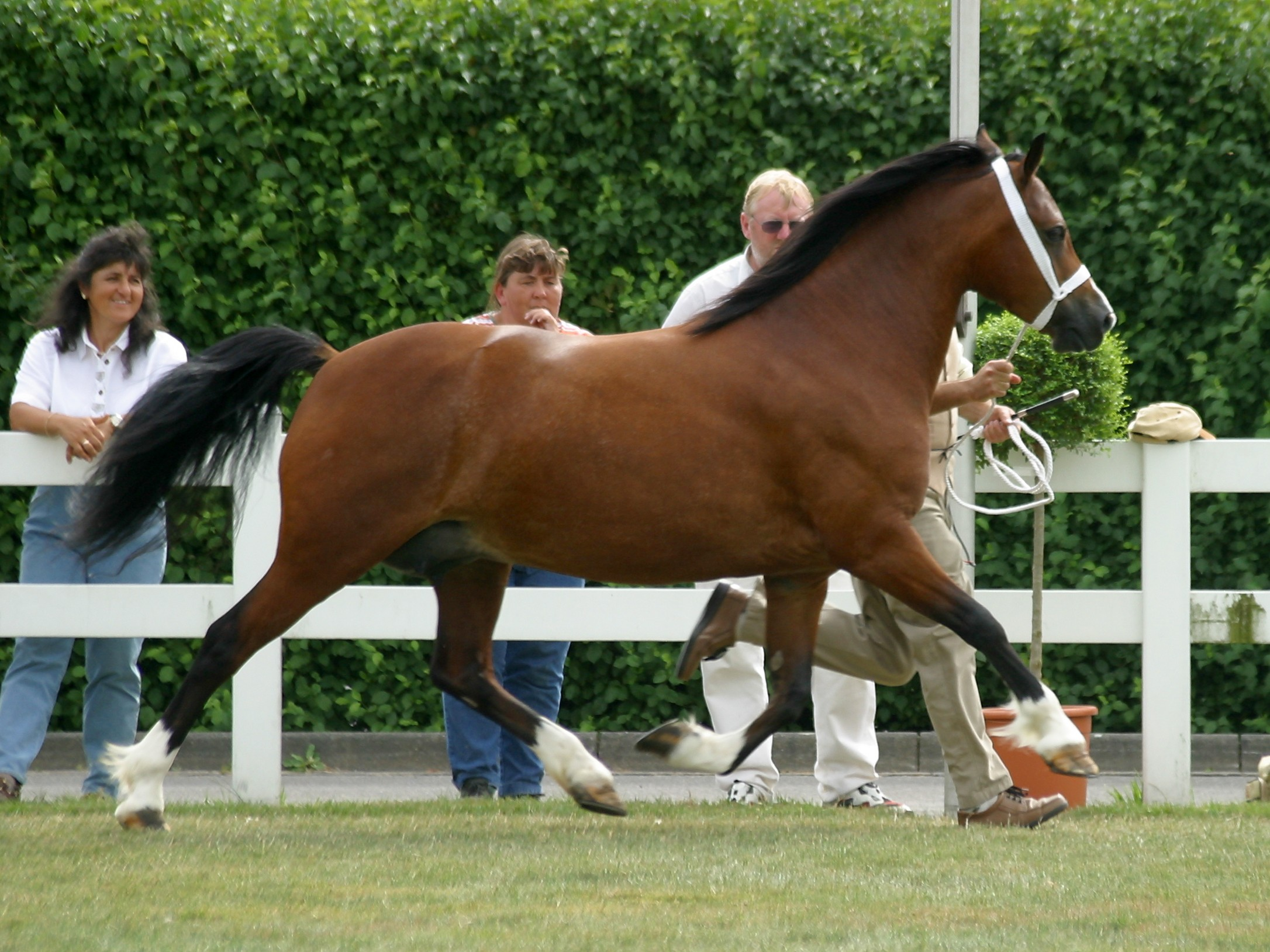
Een Welsh pony sectie C aan het halster, 2003.

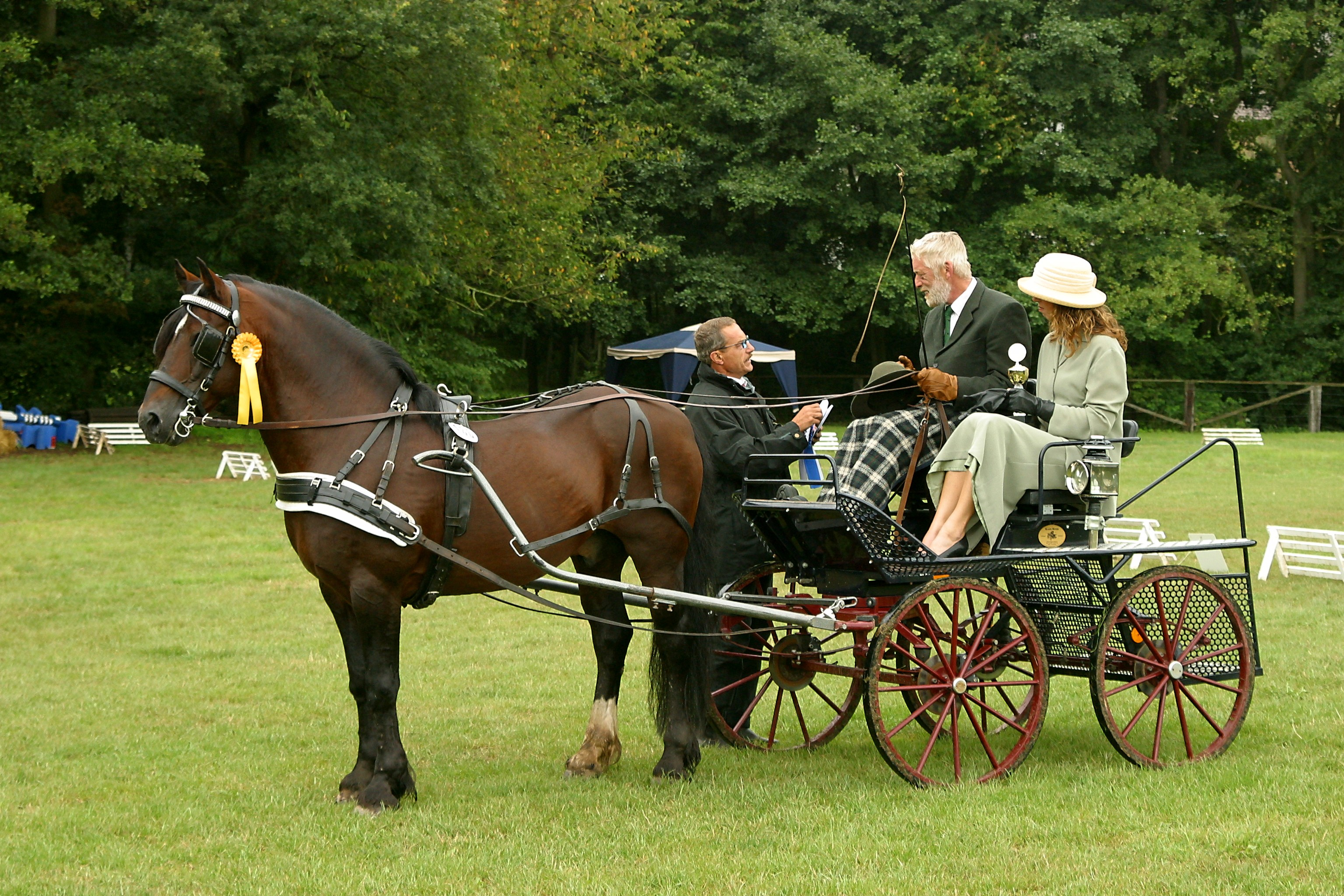
Welsh cob (Welsh D) voor de koets

De Welsh pony (Engels voor 'Welshe pony') is een ponyras dat afkomstig is uit Wales. Het ras wordt op grond van haar afmetingen ingedeeld in verschillende types, waarbij de mountain pony het kleine, en de cob het grote type vertegenwoordigt.

## Geschiedenis
De Welsh pony is een heel oud ras. Men neemt aan dat de Welsh mountain pony afstamt van de oorspronkelijke prehistorische Keltische pony. Door de strenge winters en het schaarse voedsel ontwikkelde de pony zich tot een klein, maar sterk en intelligent dier. Aangenomen wordt dat de paarden die de Romeinen meenamen naar de Britse Eilanden van invloed waren op de ontwikkeling van het type. Er zijn aanwijzingen dat al in de Middeleeuwen, voor 1600, een inheemse pony van Welsh-type bestond.

## Kenmerken
De Welsh pony, die ook nu nog in halfwilde kuddes leeft in het heuvelachtige gebied van Wales, werd in de Middeleeuwen veredeld door Arabisch bloed te importeren. Deze afstamming is nog herkenbaar aan de concave neuslijn, waarnaast toch ook enkele typische ponykenmerken bewaard bleven. De Welsh pony staat bekend als een betrouwbare, maar pittige pony die graag werkt. Het zijn intelligente pony’s met een groot uithoudingsvermogen.

## Gebruik
In de loop der eeuwen werden deze pony's voor meerdere doeleinden gebruikt, wat van invloed was op het ontstaan van een aantal verschillende types. Bij tijden probeerde men een groter en zwaarder type te ontwikkelen dat meer geschikt zou zijn als krijgspaard. De pony's werden ook ingezet als trekdieren in de mijnbouw en in het transport. De bereden pony's werden soms gebruikt voor de jacht.
Welsh pony’s zijn veelzijdig. Ze kunnen dienen als eerste rijpony, maar men kan ze ook gebruiken in de sport. Ze worden onder andere ingezet in de dressuur en het springen. Ook doen deze pony's het goed in de mensport.

## Stamboek
Het Britse stamboek, de Welsh Pony and Cob Society werd opgericht in 1902.
De pony's werden rond 1880 in groten getale geëxporteerd naar Noord-Amerika, waar in 1906 een stamboek werd opgericht met dezelfde naam. De Welsh pony is makkelijk te kruisen met andere rassen en vond waardering in vele landen. Ook in Nederland behoort de Welsh pony al sinds de jaren 1950 tot de bekendste rassen van sportpony's. Naast de raszuivere Welsh pony registreert het stamboek ook kruisingen in speciale registers van halfbloeden.
Een recente kruising uit de Welsh pony is de welara, die ontstond door opnieuw Arabisch bloed in te kruisen.

## Indeling
De Britse benamingen voor verschillende typen (secties in het stamboek) luiden: Welsh Mountain Pony (sectie A), Welsh Pony (sectie B), Welsh Pony of Cob Type (sectie C) en Welsh Cob (sectie D en E). 

### Welsh Mountain Pony
De Welsh mountain pony (sectie A) heeft een maximale schofthoogte van 1,22 m. Deze stamt af van de oorspronkelijke pony's in Wales. Ze hebben een klein, edel hoofd met kleine attente oren. De ogen zijn groot en de oogkassen zijn ver uit elkaar geplaatst. De nek moet lang genoeg zijn en moet mooi, sierlijk gedragen worden met een schuine schouder die zichtbaar in de schoft overgaat. De benen moeten vierkant gesteld zijn met ronde, harde hoeven. De bewegingen moeten sierlijk, vlot en vrij zijn met een goede buiging in de spronggewrichten. Alle vachtkleuren zijn toegestaan behalve bont (gevlekt), maar schimmel komt het meest voor bij dit type.

### Welsh Pony
De Welsh pony (sectie B) is groter dan de Welsh mountain pony (sectie A). De schofthoogte is tot 1,37 m. Deze pony's hebben dezelfde uiterlijke kenmerken als de sectie A. Ze zijn geschikter als rijpony omdat ze iets groter zijn. 

### Welsh Pony of Cob Type
Sectie C is de Welsh Pony of Cob Type. De pony's in deze sectie hebben stevigere benen en een stokmaat tot maximaal 137 cm. Deze zijn te gebruiken van opgroeiend kind tot jong volwassene.

### Welsh Cob
De pony's die vallen onder secties D en E, van 138 tot 155 cm, zijn de echte Welsh cobs en deze zijn populair vanwege hun grotere stokmaat, waardoor men er langer op kan rijden. De cob is steviger gebouwd dan de andere types en komt meestal in een donkere kleur voor. De grootsten van dit ras zijn sterk genoeg om door een volwassene als rijpaard gebruikt te worden. Tijdens wedstrijden wordt het meest gebruikgemaakt van de cobtypen.

## Afbeeldingen

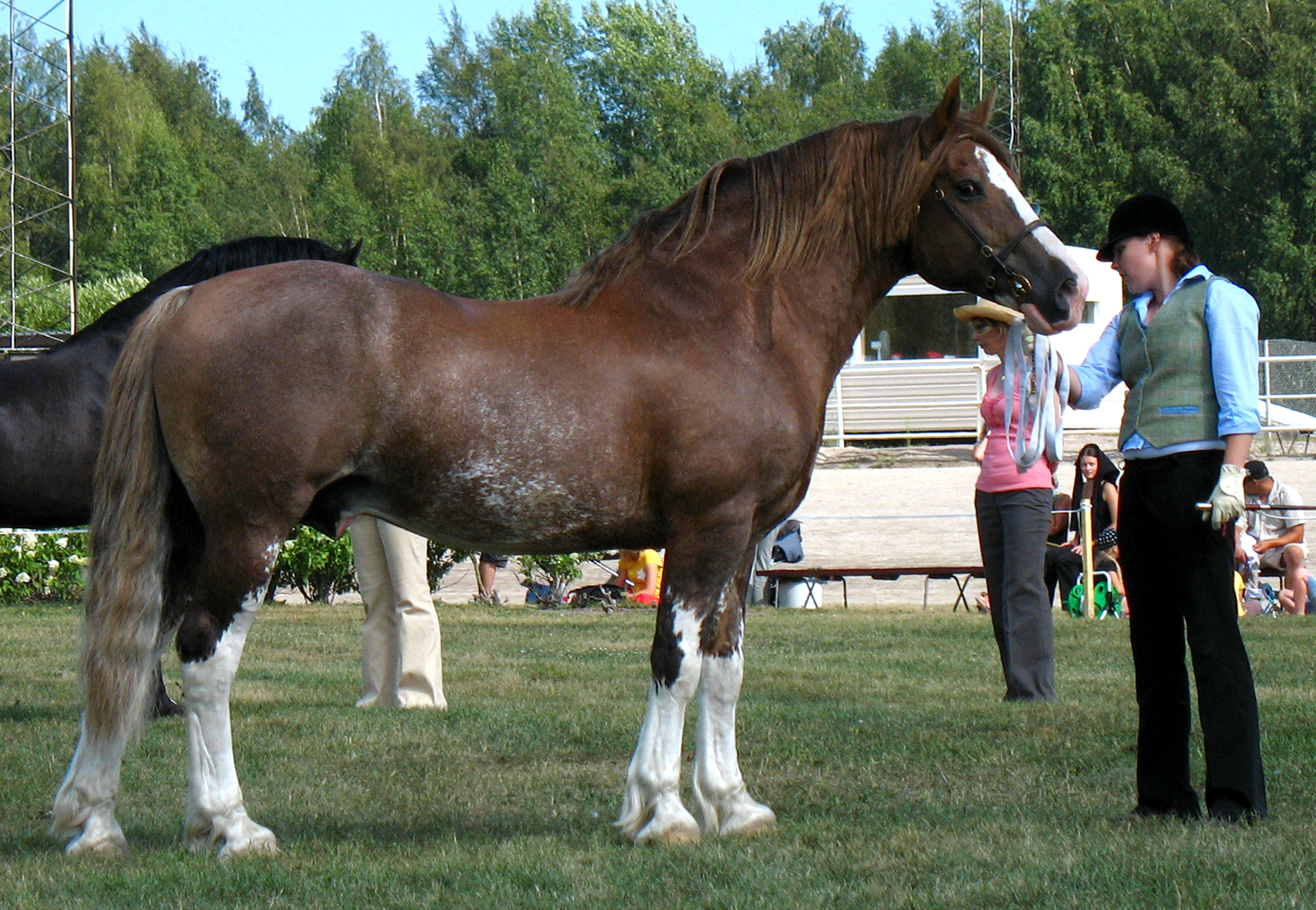
Welsh Cob, kampioenshengst
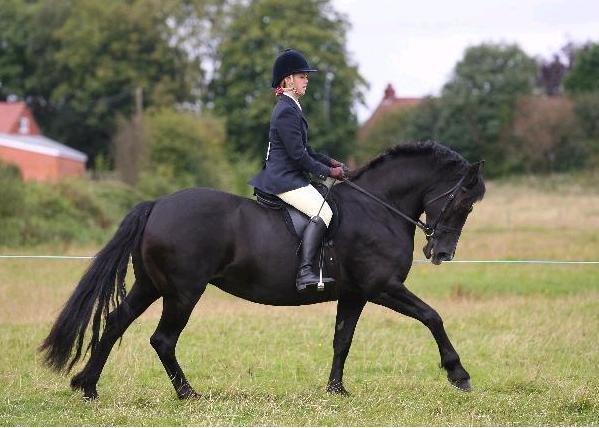
Welsh Cob (sectie D)
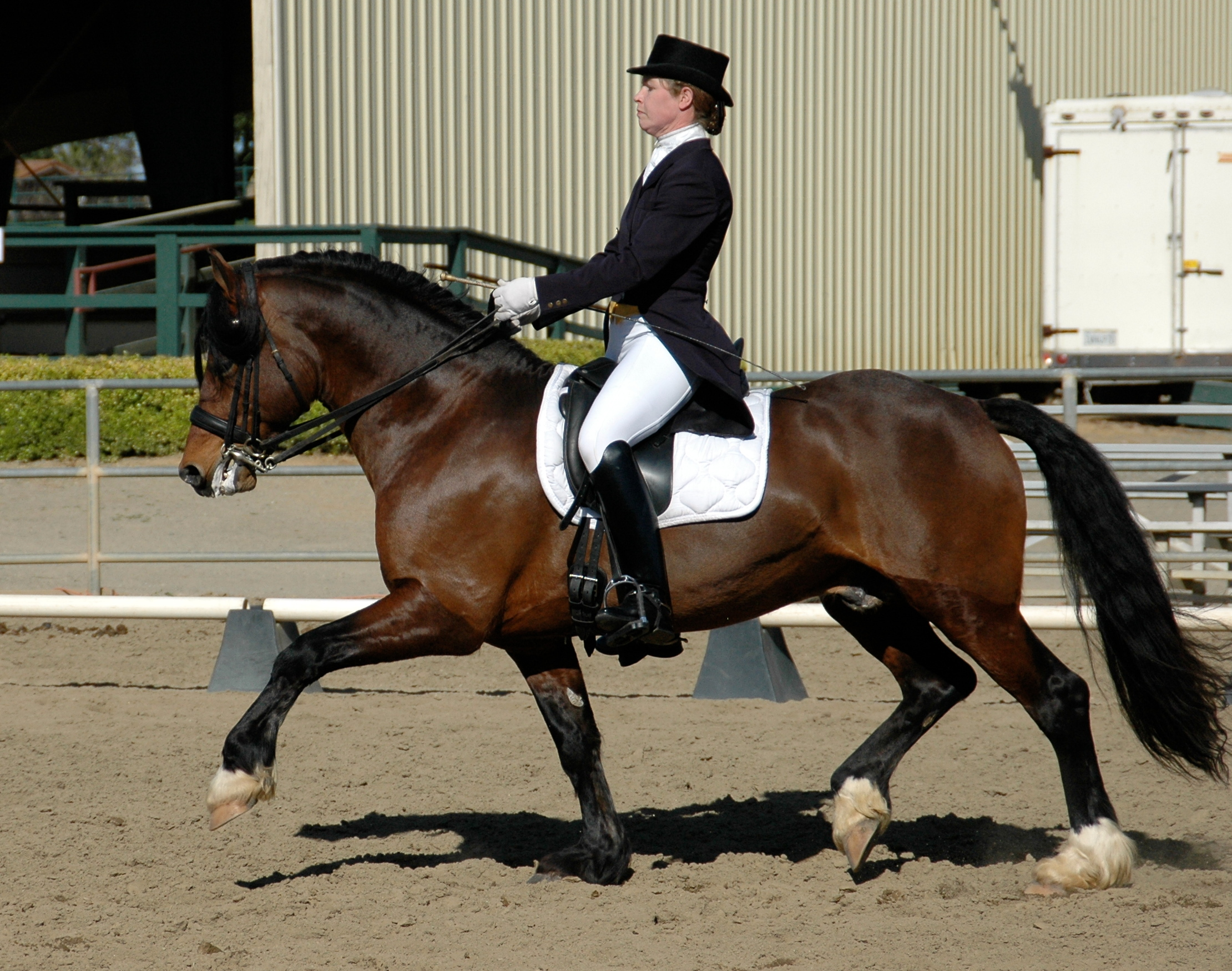
Dressuurproef
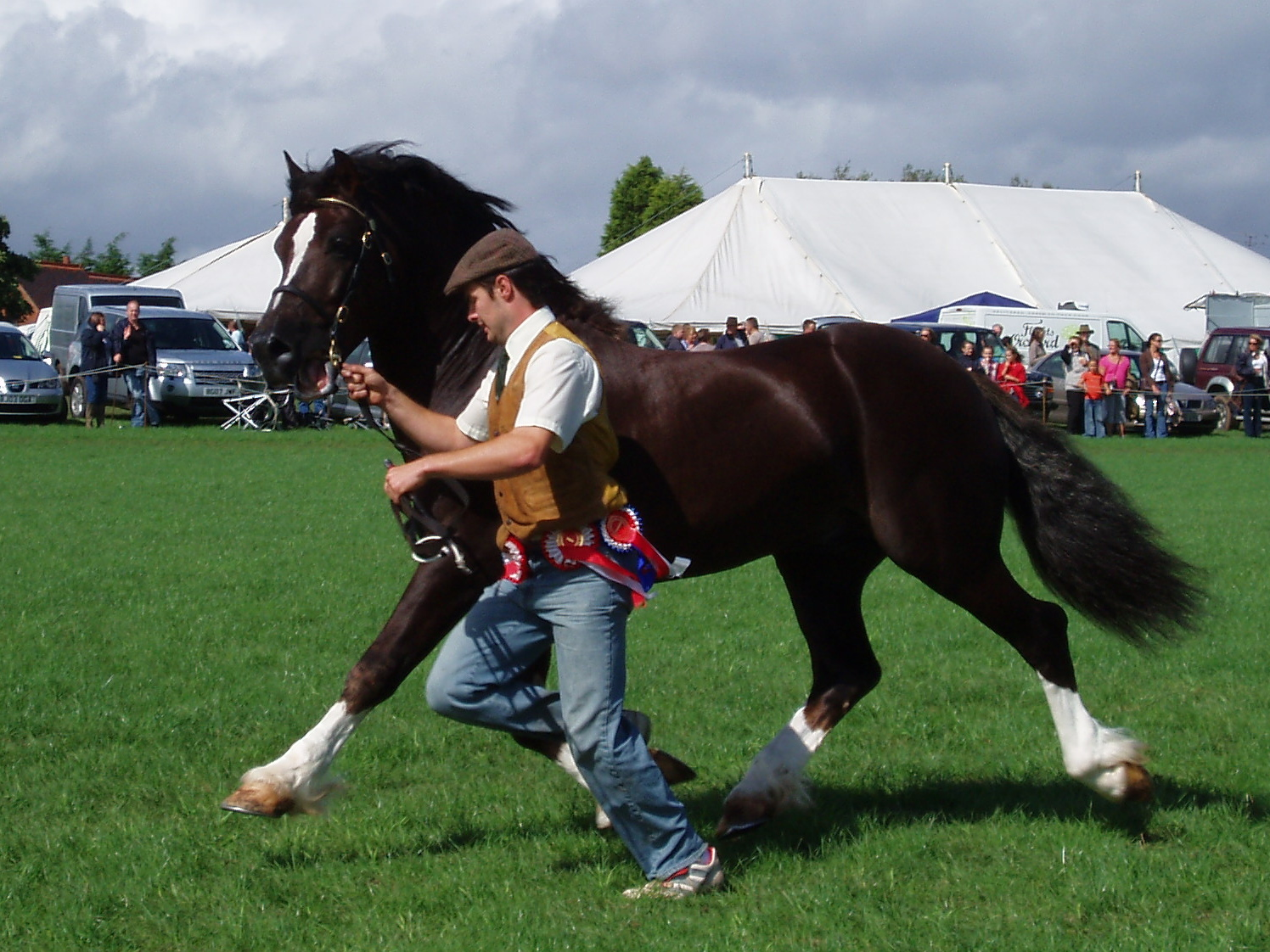
Welsh Cob tijdens een show